# Julio Arenas
Julio Arenas Robles (* 24. April 1993 in Madrid) ist ein spanischer Sprinter, der sich auf die 400-Meter-Distanz spezialisiert hat.

## Sportliche Laufbahn
Erste internationale Erfahrungen sammelte Julio Arenas im Jahr 2011, als er bei den Junioreneuropameisterschaften in Tallinn im 400-Meter-Lauf mit 49,50 s in der ersten Runde ausschied und mit der spanischen 4-mal-400-Meter-Staffel mit 3:14,08 min den Finaleinzug verpasste. Im Jahr darauf schied er bei den Juniorenweltmeisterschaften in Barcelona mit 50,00 s im Halbfinale über 400 Meter aus und scheiterte mit der Staffel mit 3:14,85 min im Vorlauf. 2014 gewann er dann bei den erstmals ausgetragenen U23-Mittelmeermeisterschaften in Aubagne in 3:08,46 min die Bronzemedaille mit der Staffel hinter den Teams aus Frankreich und Italien. 2019 nahm er mit der Staffel an den Weltmeisterschaften in Doha teil, dort reichten 3:04,27 min aber nicht für den Einzug ins Finale. Bei den World Athletics Relays 2021 im polnischen Chorzów verhalf er der Mixed-Staffel zum Finaleinzug und stellte im Vorlauf mit 3:18,98 min einen neuen Landesrekord auf. Bei den World Athletics Relays 2024 auf den Bahamas kam er mit in der Männerstaffel und in der Mixed-Staffel zum Einsatz, ehe er bei den Olympischen Sommerspielen in Paris mit 3:01,60 min im Vorlauf mit der Männerstaffel ausschied.
In den Jahren 2021 und 2023 wurde Arenas spanischer Meister in der 4-mal-400-Meter-Staffel.

## Persönliche Bestleistungen
- 200 Meter: 21,58 s (−0,6 m/s), 13. Juli 2019 in Madrid
  - 200 Meter (Halle): 22,06 s, 26, Januar 2019 in Madrid
- 400 Meter: 45,95 s, 22. Juli 2023 in Madrid
  - 400 Meter (Halle): 47,75 s, 16. Februar 2019 in Antequera